# Cuacualachaco
Cuacualachaco är en ort i Mexiko.   Den ligger i kommunen Tetela de Ocampo och delstaten Puebla, i den sydöstra delen av landet, 140 km öster om huvudstaden Mexico City. Cuacualachaco ligger 1 705 meter över havet och antalet invånare är 119.
Terrängen runt Cuacualachaco är kuperad åt sydväst, men åt nordost är den bergig. Cuacualachaco ligger nere i en dal. Runt Cuacualachaco är det ganska tätbefolkat, med 67 invånare per kvadratkilometer. Närmaste större samhälle är Zacatlán, 17,9 km nordväst om Cuacualachaco. I omgivningarna runt Cuacualachaco växer i huvudsak blandskog.